# Club Balonmano Cangas

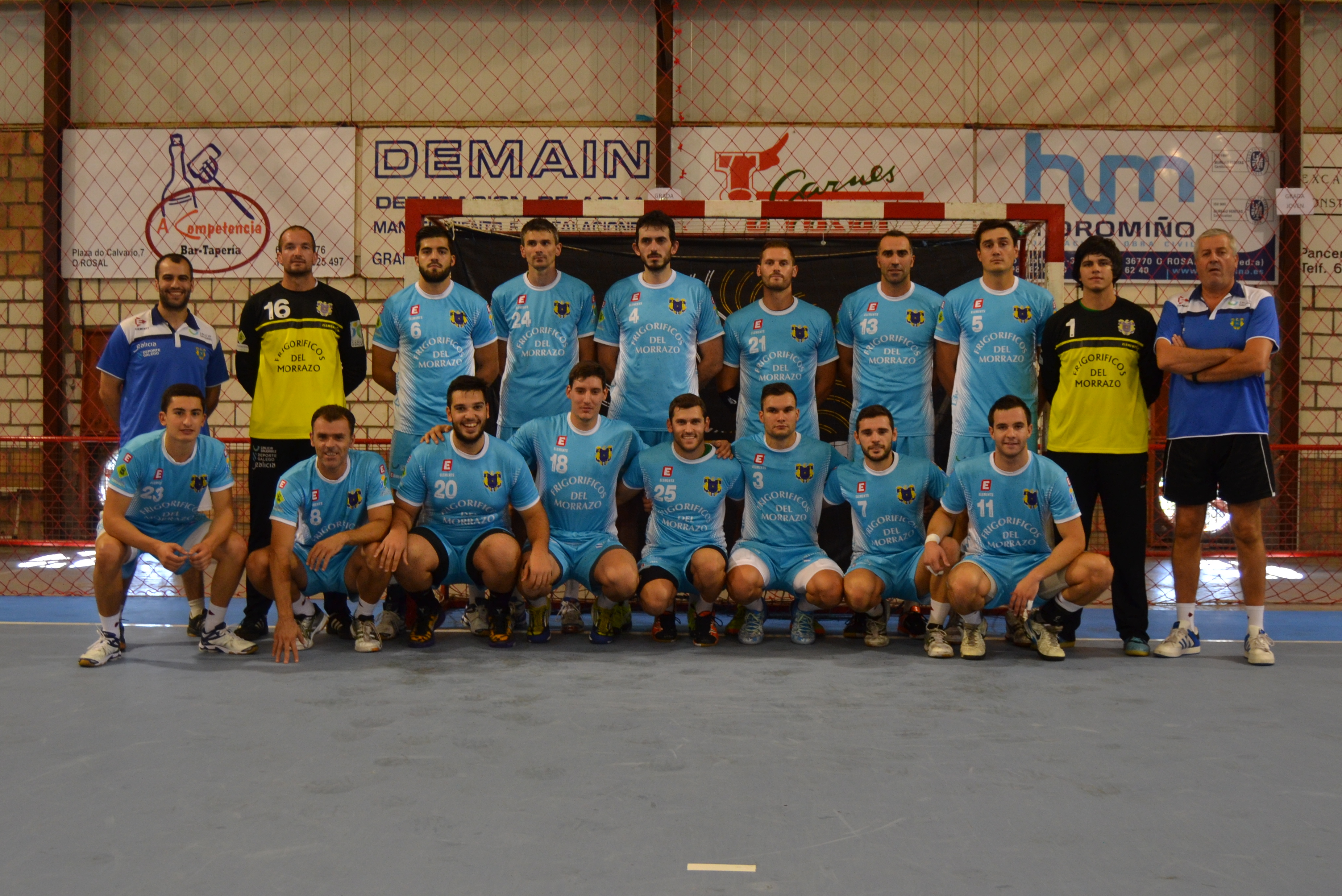
Squadra di Cangas al Copa Galicia 2014

Il Club Balonmano Cangas è una squadra di pallamano spagnola avente sede a Cangas.

È stata fondata nel 1961.

Disputa le proprie gare interne presso il Pabellón Municipal O Gatañal di Cangas il quale ha una capienza di 3.000 spettatori.